# 安楽駅 (鹿児島県)
安楽駅（あんらくえき）は、かつて鹿児島県曽於郡志布志町安楽（現・志布志市志布志町安楽）に存在した、日本国有鉄道（国鉄）志布志線の駅（廃駅）である。志布志線の廃止に伴い、1987年（昭和62年）3月28日に廃駅となった。

## 歴史
- 1925年（大正14年）3月30日：一般駅として開業[1]。
- 1949年（昭和24年）6月4日：昭和天皇の戦後巡幸があり、安楽駅発、末吉駅着のお召し列車が運行[2]。
- 1952年（昭和27年）3月25日：鉄筋コンクリート造の駅舎に改築[3]。
- 1960年（昭和35年）5月1日：貨物取扱廃止[1]。
- 1984年（昭和59年）2月1日：荷物扱い廃止[1]。無人駅化[4]。
- 1987年（昭和62年）3月28日：志布志線の全線廃止に伴い、廃駅となる[1]。

## 駅構造
単式ホーム1面1線を有する駅であったが、かつては相対式ホーム2面2線を有していたため、棒線化後は廃止されたホームの跡が残っていた。

## 駅周辺
現在はホームの一部がかろうじて残されているのみ。駅跡地の大部分は、食品製造業者の株式会社萬來（バンライ）の工場となっている。

## 隣の駅
日本国有鉄道
志布志線
伊崎田駅 - 安楽駅 - 中安楽駅